# Podział administracyjny Antigui i Barbudy

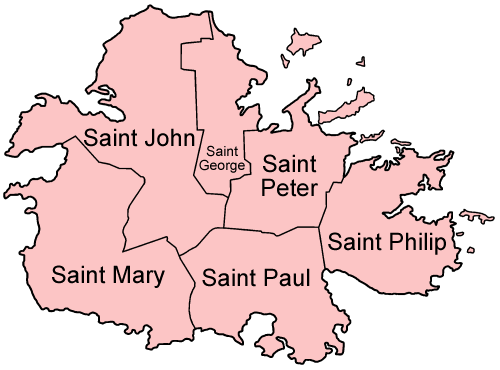
Podział administracyjny Antigui. Barbuda i Redonda nie są pokazane na mapie (stanowią oddzielne dependencje)

Antigua i Barbuda jest podzielona na 6 okręgów zwanych tradycyjnie parafiami (ang. parish) oraz 2 dependencje.
Okręgi (parafie):
- Saint George
- Saint John
- Saint Mary
- Saint Paul
- Saint Peter
- Saint Philip

Dependencje:
- Barbuda
- Redonda